# Гора (Разинское сельское поселение)
Гора — деревня в Харовском районе Вологодской области на реке Пундуга. Административный центр Разинского сельского поселения и Разинского сельсовета.
Расстояние до районного центра Харовска по автодороге — 35 км. Ближайшие населённые пункты — Юдинская, Пундуга, Есиповская.
По переписи 2002 года население — 229 человек (109 мужчин, 120 женщин). Всё население — русские.